# Staintoniella
Staintoniella es un género de fanerógamas perteneciente a la familia Brassicaceae. Comprende dos especies. 
Está considerado un probable sinónimo del género Aphragmus Andrz. ex DC.

## Especies seleccionadas
| - Staintoniella nepalensis - Staintoniella verticillata |